# 威廉·勞倫斯·夏伊勒
威廉·勞倫斯·夏伊勒（英語：William Lawrence Shirer，1904年2月23日—1993年12月28日）是一位美國作家、戰地記者和歷史學家，曾為《芝加哥論壇報》、《國際新聞社》記者，代表作為《第三帝國興亡史》，至出版後逾五十年仍常為納粹德國史的研究著作所引用，另有《柏林日記》（1941年出版）、《1940法國陷落》（1969年出版）等著作。

## 生平
夏伊勒於1904年出生於芝加哥，曾在愛荷華州錫達拉皮茲的華盛頓高中和科學院就讀。1925畢業後，為了拓廣見聞，以貨輪為交通工具、以勞力換取三餐，前往歐洲，在歐洲各地遊歷。落腳巴黎後，先是擔任《芝加哥論壇報》駐歐特派員，並與海明威、費茲傑羅等文藝人士結交。在印度，他與甘地建立了友誼。
從1925年開始，夏伊勒在法國生活和工作了幾年。他在1930年代初離開，但在整個十年中經常返回巴黎。他於1934年至1940年在納粹德國生活和工作，擔任哥倫比亞廣播公司(CBS)駐柏林播音員，為世界各地傳達德國現況。
1931年，夏伊勒與奧地利攝影師Theresa（“Tess”）Stiberitz結婚，並有兩個女兒。夏伊勒和他的妻子於1970年離婚。1972年，他與Martha Pelton結婚，後者於1975年離婚。他的第三次（也是最後一次）婚姻是在Simon's Rock College擔任俄羅斯長期教師的Irina Lugovskaya結婚 。
夏伊勒在他去世時住在馬薩諸塞州的萊諾克斯。

## 著作

### 非小說類
- 1941:《柏林日記: 二戰駐德記者見聞 1934-1941（英语：Berlin Diary）》
- 1947: End of a Berlin Diary
- 1952: Mid-century Journey
- 1955: The Challenge of Scandinavia
- 1960: 《第三帝國興亡史》
- 1961: The Rise and Fall of Adolf Hitler
- 1962: The Sinking of the Bismarck
- 1969: 《1940法國陷落（英语：The Collapse of the Third Republic）》
- 1976: 《二十世纪之旅：人生与时代的回忆》20th Century Journey * (autobiography, volume 1)
- 1980: 《甘地與我（英语：Gandhi: A Memoir）》
- 1984: The Nightmare Years * (volume 2)
- 1990: A Native's Return * (volume 3)
- 1994: Love and Hatred: The Troubled Marriage of Leo and Sonya Tolstoy (published posthumously)
- 1999: This is Berlin: Reporting from Nazi Germany, 1938–40 (這是柏林：1938年至1940年納粹德國報導)

### 小說類
- The Traitor (1950)
- Stranger Come Home (1954)
- The Consul's Wife (1956)